# Takhtoïamsk
Takhtoïamsk (en russe : Тахтоямск) est un village russe du raïon d'Ola de l'oblast de Magadan, dans la région extrême-orientale de la Kolyma. Sa population s'élevait à 201 habitants au recensement de 2021.

## Géographie
Le village de Takhtoïamsk se situe dans l'oblast de Magadan, un oblast de la Sibérie du nord-est, en Russie extrême-orientale. La localité fait partie de la région de la Kolyma, et du district fédéral d'Extrême-Orient. Le village se trouve dans le raïon d'Ola, une subdivision de l'oblast.  
Takhtoïamsk, comme tout l'oblast de Magadan, se trouve dans le fuseau horaire MSK+8 (heure de Magadan). Le décalage horaire appliqué par rapport au temps universel coordonné est +10:00.

## Démographie
Recensements (*) et estimations de la population,,,,,
:
| 1924 | 1926* | 2002 * | 2010* |
| ---- | ----- | ------ | ----- |
| 24   | 46    | 382    | 322   |

| 2021* | - | - | - |
| ----- | - | - | - |
| 201   | - | - | - |

Concernant les ethnies, en 2002, sur les 382 habitants, il y avait 57 % d'Évènes 30 % de Russes.